# الژبیه‌تا بارشچفسکا
اِلژبیه‌تا بارشچفسکا (لهستانی: Elżbieta Barszczewska؛ ‏ ۲۹ نوامبر ۱۹۱۳ – ۱۴ اکتبر ۱۹۸۷) بازیگر اهل لهستان بود.
از فیلم‌ها یا برنامه‌های تلویزیونی که وی در آن نقش داشته‌است، می‌توان به سه قلب، پروفسور ویلچور، پان تفاردوفسکی و شوهرم امشب چه می‌کند؟ اشاره کرد.